# Calisius pallipes
Calisius pallipes är en insektsart som beskrevs av Carl Stål 1860. Calisius pallipes ingår i släktet Calisius och familjen barkskinnbaggar. Inga underarter finns listade i Catalogue of Life.